# The Constant Nymph
 The Constant Nymph és una pel·lícula estatunidenca dirigida per Edmund Goulding, estrenada el 1943. El film és una adaptació de la novel·la de Margaret Kennedy, The Constant Nymph (1924).

## Argument[1]
El compositor Lewis Dodd ret visita té el seu amic Sanger, un vell músic. Aquest últim és el pare de quatre noies que fan festes al nouvinguts. Si Antonia s'ha de casar amb Fritz Bercovi, els tres altres porten una vida novel·lesca, impregnada dels paisatges de la regió. La més jove, Tessa, que pateix una malaltia de cor, se sent de seguida atret per Dodd, malgrat la diferència d'edat. Aquest es riu dels seus sentiments. A la mort de Sanger, decideix col·locar els tres joves filles en un pensionat. Mentrestant, es casa amb una de les seves cosines, Florence Creighton. Desgraciades en la seva nova existència, Tessa i la seva germana Paula es fuguen de la seva institució.

## Repartiment
- Charles Boyer: Lewis Dodd
- Joan Fontaine: Tessa Sanger
- Brenda Marshall: Toni Sanger
- Alexis Smith: Florence Creighton
- Charles Coburn: Charles Churchill
- Dame May Whitty: Lady Longborough
- Peter Lorre: Fritz Bercovi
- Jean Muir: Kate Sanger
- Joyce Reynolds: Paula Sanger
- Eduardo Ciannelli: Roberto
- Montagu Love: Albert Sanger
- Janine Crispin: Marie
- Doris Lloyd: Miss Hamilton
- Joan Blair: Lina Kamaroff
- Crauford Kent: Thorpe
- Richard Ryen: Trigorin
- Marcel Dalio: Georges

## Premis i nominacions

### Nominacions
- 1944: Oscar a la millor actriu per Joan Fontaine